# ロイヤルインターナショナル
ロイヤルインターナショナル（ko:로얄인터내셔널）は、大韓民国の靴下製造および流通企業。

## 解説
事務所所在地: 京畿道光州市順岩路363-19 2階 ロイヤルインターナショナル
ロイヤルインターナショナルは、グローバル市場で着実な成長を遂げています。
ロイヤルインターナショナルのブランドは、エリサクス、エリファムなどの商標に分かれています。
主要産業は、物流、輸送、および配送であり、社員数は7人（2019年4月8日）であり、企業区分は中小企業です。
資本金は3億ウォン（2017年12月31日）、設立日は2011年12月2日で、14年目です。
売上高は6億4,306万ウォン（2017年12月31日）、代表者は崔圭張です。

## 沿革
1986年に法人転換を経て設立されました。
1996年にはヨンシン靴下として出発し、ソンバウルとシルバーテックスのOEM生産を担当しました。
2002年には、ロイヤルテクスタイルのCalix/Maxoの3つの事業部門に分割されました。
2012年には、ロイヤルインターナショナルが設立され、エリプティ、エリサクス、エリオム、エリファムなどの子会社を登録し、国内卸売および小売、靴下輸出、ゴルフウェア事業を主要事業として成長しています。
2013年には、米国、カナダ、イギリスなどへの輸出を拡大しました。